# Ropiczanka
Ropiczanka (cz. Ropičanka) – potok w Beskidzie Morawsko-Śląskim i na Pogórzu Morawsko-Śląskim, lewobrzeżny dopływ Olzy. Na całej długości (16 km) znajduje się na terenie Czech. Źródła na wysokości 850 m n.p.m. na północnych stokach Ropicy. Powierzchnia dorzecza 36,3 km². Przepływa kolejno przez Rzekę, Śmiłowice, Trzycież, Ropicę, do Olzy wpływa na południowym skraju Czeskiego Cieszyna. Niewielka część przepływu (ok. 0,07 m³/s) przekierowana jest do dorzecza Stonawki by dalej zasilić dopływ Zalewu Cierlickiego.